# Chondrostoma soetta
A Chondrostoma soetta a sugarasúszójú halak (Actinopterygii) osztályának pontyalakúak (Cypriniformes) rendjébe, ezen belül a pontyfélék (Cyprinidae) családjába tartozó faj.

## Előfordulása
A Chondrostoma soetta Észak-Olaszország, Svájc és Szlovénia nagyobb folyóinak középső szakaszaiban él. A tavakban ritkábban található meg.

## Megjelenése
A hal testhossza 25-35 centiméter, legfeljebb 45 centiméter. 54-62 darab közepesen nagy pikkelye van az oldalvonal mentén.

## Életmódja
A sekély, de sebesen áramló vizek alatt húzódó kavicspadokat kedveli, ahol rajokban él. Tápláléka finom növényi részek, moszatok és apró fenéklakók.

## Szaporodása
Április-májusban ívik. Rendszerint éjszaka ikrázik a sekély, kavicsos medrű vízben. 3-4 évesen válik ivaréretté. Legfeljebb 5 évig élhet.